# Бошкала
Бошкала (тадж. Бошқалъа) — село в Хатлонской области Республики Таджикистан. 
Административный центр джамоата (сельской общины) им. Утакара Назарова Кубодиёнского района.
Находится на расстоянии 7 км от райцентра (пгт Кубодиён).
Население — 7292 чел. (2017).